# 王同軌
王同軌（?—?），字行父，黄岡（今湖北黄冈市）人。
王廷陈之侄。生卒年均不详，約明光宗時人。早年仕途乖蹇，捐赀為贡生，在上林苑蕃育署供职，“育鹅鸭鸡以供光禄”。官江宁知县。約卒于万历末年。著有《耳談》15卷和《耳谈类增》54卷。《明诗综》、《明诗纪事》各存诗一首，谓其“作诗不多，自有风格，不欲寄诸公篱下。”